# بن وأنا
بن وأنا (بالإنجليزية: Ben and Me) هو فيلم رسوم متحركة قصيرة من تصميم شركة ديزني، أنتج سنة 1953. الفيلم من إخراج هاملتون لوسك وبطولة ستيرلينغ هولواي، تشارلي روجلز، ستان فريبيرج، بيل طومسون وهانز كونريد.

## وصلات خارجية
- بن وأنا  في قاعدة بيانات الأفلام على الإنترنت (بالإنجليزية)
- بن وأنا على موقع أول موفي.
- بن وأنا على قاعدة بيانات الرسوم المتحركة الكبيرة